# Shaun Dingwall
Shaun Dingwall (nacido en Londres, Inglaterra, el 24 de mayo de 1972) es un actor británico conocido por sus papeles en cine, televisión y teatro.

## Primeros años
Shaun Dingwall nació en 1972 y asistió al Ilford County High School for Boys. Su primera ambición fue convertirse en fotógrafo, y durante varios años trabajó como ayudante de un fotógrafo en la industria de la moda y en la de los coches. En 1990 decidió cambiar de vida y asistió a la Central School of Speech and Drama.

## Televisión
Dingwall ha interpretado papeles protagonistas en muchas series dramáticas como el serial ganador del BAFTA de BBC One Charles II: The Power and The Passion (como Thomas Osborne, conde de Danby) dirigido por Joe Wright, The Long Firm (como Lenny, el criminalista hippy) escrita por Joe Penhall y el serial épico In a Land of Plennty, como el papel central de James Freeman. También ha aparecido en otros dramas de época como la versión de la BBC de Crimen y castigo, como Rhamzhumikin. También interpretó el personaje recurrente de Pete Tyler en la versión moderna de Doctor Who. También interpretó a un detective en el drama Touching Evil. Uno de los primeros papeles de Dingwall fue el del soldado Steve Evans en Soldier Soldier. También interpretó un papel de soldado como el Mayor Godber en otro ganador de un BAFTA, el telefilme de Channel 4 Mark of Cain.
En 2007 apareció en el telefilme de la BBC Learners junto con David Tennant. En 2008 apareció en la nueva serie de la BBC Survivors. En 2009 apareció en el drama televisivo Above Suspicion como Mike Lewis. Desde enero de 2010 ha aparecido como Reg Trotter en Rock & Chips, una precuela de la longeva serie Only Fools and Horses. En agosto de 2011, Shaun apareció como el detective superintendente Stuart Barlow en New Tricks, en BBC1.

## Cine
La carrera cinematográfica de Dingwall comenzó con un pequeño papel en Second Best, interpretando la versión joven del personaje que interpretaba William Hurt en varias escenas de flashback. La película estbaa dirigida por el ganador de un Óscar Chris Menges y también aparece en ella John Hurt. A ella le siguió Villa Des Roses, donde Dingwall interpretó a Richard Grunewald, el artista alemán que conquista el corazón de Louise Creteur, interpretada por Julie Delpy. La película es una adaptación de la conocida novela belga, y consiguió el premio a la mejor película en el Hollywood Film Festival 2002.
Dingwall también aparece como Kevin en la película de la BBC Tomorrow La Scala, que a pesar de tener un gran éxito en el Festival de cine de Cannes no se estrenó en las salas. Apariciones más recientes en el cine incluyen On a Clear Day, Colour Me Kubrick, Someone Elese y Hush.

## Teatro
Dingwall ha trabajado con asiduidad en el teatro británico y ha aparecido en el West End de Londees en numerosas ocasiones. Más recientemente ha aparecido en The Man Who Had All the Luck en el Donmar Warehouse como Gus, el enigmático mecánico australiano en busca del sueño americano. Esta era la segunda vez que Dingwall aparecía en el Donmar. Ya había aparecido allí en Beautiful Thing en 1995 interpretando a Ste.
Otros trabajos incluyen a Joey en Incomplete and Random Acts of Kindness' en el Royal Court Theatre y Aquiles en Troilus and Cressida en el Old Vic. En 2004, Dingwall cumplió el sueño de su vida al interpretar a Hotspur en Henry IV, Part 1 en el Bristol Old Vic.

## Otros
Dingwall formó parte del jurado internacional del Red Rock Film Festival en 2009 y 2010, dirigió y apareció en el video musical de Fingertip de Paper Crows en 2011, y apareció como Darren en el video promocional de I Started a Joke de Faith No More en 1998.